# Volksbank BRAWO
Die Volksbank BRAWO eG (bis 2023 Volksbank eG Braunschweig Wolfsburg) ist eine deutsche Genossenschaftsbank, deren Geschäftsgebiet die Regionen Braunschweig, Gifhorn, Peine, Salzgitter und Wolfsburg umfasst. Ihr juristischer Sitz ist Wolfsburg, der Verwaltungssitz ist Braunschweig.

## Geschichte
Die Volksbank Braunschweig Wolfsburg ging 2005 aus der Fusion zwischen der Volksbank Braunschweig eG und der Volksbank eG Wolfsburg hervor. In ihrer Öffentlichkeitsarbeit nannte sie sich kurz Volksbank BraWo. Ihre Wurzeln reichen durch die Fallerslebener Volksbank von 1871 eG bis in das Jahr 1871 zurück. Am 15. August 2023 firmierte die Bank von Volksbank eG Braunschweig Wolfsburg um in Volksbank BRAWO eG (kurz Volksbank BRAWO).
1881 wurde der Spar- und Vorschußverein zu Vorsfelde gegründet. 1938 wurde eine Annahmestelle in Rühen eröffnet und 1939 eine Zahlstelle in der Stadt des KdF-Wagens (heute Wolfsburg). 1940 erfolgte die Umbenennung des Vereins in Volksbank Vorsfelde. Nach dem Ende des Zweiten Weltkriegs wurden beide Außenstellen wieder aufgegeben. Neue Zweigstellen entstanden 1953 in Rümmer, 1960 in Hehlingen, 1962 in Kästorf und Reislingen, 1963 in der Vorsfelder Südstadt, 1965 in der Meinstraße und 1969 in Tiddische. Im Jahr 2000 ging die Volksbank Vorsfelde eG zusammen mit der Volksbank Gifhorn eG in der Volksbank Wolfsburg auf.
1910 gründete Gustav Frede die Grundbesitzerbank zu Braunschweig eGmbH, die 1924 in Grundbesitzer- und Handelsbank eGmbH und 1941 in Volksbank Braunschweig eGmbH umbenannt wurde. 1943 erfolgte die Übernahme der Braunschweiger Genossenschaftsbank eGmbH, und 1959 fusionierte sie mit der Waren-Kreditgenossenschaft Braunschweig eGmbH. Weitere Fusionen erfolgten 1966 mit der Volksbank Thiede eGmbH, 1974 mit der Genossenschaftsbank eG Braunschweig, 1985 mit der Genossenschaftsbank Sickte eG, 1991 mit der Volksbank Wenden eG und 2002 mit der Volksbank Lehre eG. 2005 schloss sie sich mit der Volksbank eG Wolfsburg zur heutigen Volksbank BRAWO zusammen.
1914 erfolgte in Tülau die Gründung einer Spar- und Darlehnskasse, die sich zur Volksbank Tülau eG entwickelte. Um 1978 hatte sie Geschäftsstellen in Bergfeld, Parsau, Rühen und Tülau. Sie fusionierte um 1990 mit der Volksbank Vorsfelde, die ihrerseits 2000 zusammen mit der Volksbank Gifhorn in der Volksbank Wolfsburg aufging.
Am 25. Januar 1925 wurde in Heßlingen die Heßlingen-Rothenfelder Spar- und Darlehnskassenverein eGmbH gegründet. Nachdem das Dorf Heßlingen in der 1938 gegründeten Stadt des KdF-Wagens aufgegangen war, erfolgte im Juli 1939 eine Umbenennung in Spar- und Darlehnskassenverein eGmbH Stadt des KdF-Wagens, und 1940 bekam die Gesellschaft den Namen Volksbank eGmbH Stadt des KdF-Wagens. 1945 wurde die Stadt des KdF-Wagens in Wolfsburg umbenannt, und ihre Volksbank in Volksbank Wolfsburg eGmbH. Am 27. März 1952 erfolgte der erste Spatenstich für das heute noch bestehende Bankgebäude in der damals im Aufbau befindlichen Porschestraße, und bereits im Dezember des gleichen Jahres zog die Bank von der Goethestraße in die Porschestraße um. Ihre erste Zweigstelle wurde gegenüber dem Brandenburger Platz im Stadtteil Wohltberg eingerichtet. 1959 folgte die Eröffnung einer weiteren Zweigstelle im damals noch zum Landkreis Gifhorn gehörenden Neindorf, um die in den Dörfern des Hasenwinkels wohnenden Kunden ortsnah betreuen zu können. Auch in anderen Stadtteilen Wolfsburgs wurden Zweigstellen eröffnet: 1961 Rabenberg, 1962 Hellwinkel und Tiergartenbreite, 1964 Detmerode, 1969 Eichelkamp und Sandkamp, sowie 1972 Laagberg, Westhagen und am Rand von Kästorf an der Oebisfelder Straße in einer Wohnsiedlung, die um 1970 vom Volkswagenwerk Wolfsburg für ausländische Gastarbeiter erbaut worden war. Das Dorf Kästorf selbst gehörte damals zum Einzugsgebiet der Volksbank Vorsfelde. 1975 erfolgte eine Umbenennung in Volksbank Wolfsburg eG. 1982 bezog die Volksbank Wolfsburg ihr neuerbautes Bankgebäude Am Mühlengraben, in diesem Zusammenhang wurde die nahegelegene Geschäftsstelle im Stadtteil Hellwinkel geschlossen. Im Jahr 2000 gingen die Volksbank eG Gifhorn und die Volksbank Vorsfelde eG in der Wolfsburger Bank auf, die von da an Volksbank eG Wolfsburg hieß.
Aus der Spar- und Darlehenskasse Meine ging die Genossenschaftsbank Papenteich und später die Volksbank Papenteich eG Meine hervor. Sie wurde der Volksbank eG Gifhorn angeschlossen.
Im April 2013 vollzog die Volksbank BraWo den Einstieg in das Private Banking. Dafür wurden die Mitarbeiter des Privat-Banking-Bereichs der Credit Suisse in Braunschweig übernommen und die Braunschweiger Privatbank gegründet.
Mit Wirkung vom 1. Januar 2016 fusionierte die Bank mit der Volksbank Peine eG.
Im Herbst und Winter 2020 erwarb die Bank mehrere kommerziell genutzte Großimmobilien in Salzgitter, Duisburg und Pinneberg. Die millionenschweren Kaufpreise wurden von den Geschäftspartnern eigentlich geheim gehalten, für den Ankauf des Duisburger Citypalais inklusive der Mercatorhalle aber von Dritten in der Tagespresse bekannt gemacht. Beim Kauf des City Carré Magdeburg im Dezember 2020 soll es sich um die bisher größte Investition der Volksbank Braunschweig Wolfsburg in ihrer Geschichte handeln.

## BraWoPark

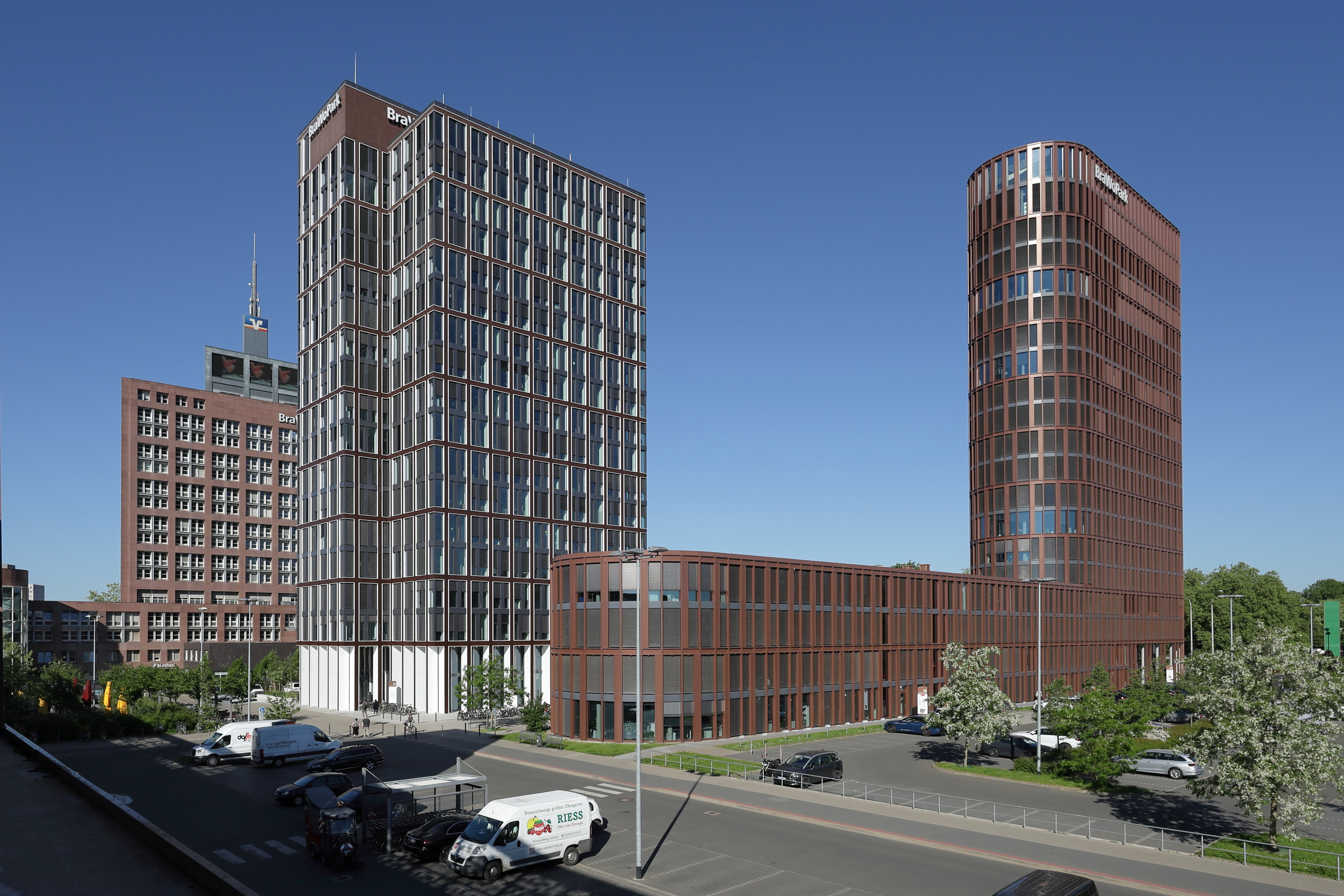
Die Hochhäuser des BraWoPark

Beim Bauvorhaben BraWoPark, einem der größten privatwirtschaftlichen Bauprojekte Braunschweigs, trat die Volksbank BraWo als Hauptinvestor auf. Das aus zwei Business-Centern und einem Shopping-Center bestehende Ensemble wurde Ende 2015 eingeweiht. Standort ist das ehemalige, 75.000 Quadratmeter große Gelände der Deutschen Post in der Nähe des Braunschweiger Hauptbahnhofs. Die Gesamtinvestitionssumme beläuft sich auf rund 130 Millionen Euro, von denen die Volksbank BraWo 110 Millionen Euro trägt.
Im BraWoPark wurden Büro- und Einzelhandelsflächen geschaffen. Unter anderem haben hier ein Fachmarktzentrum und der mit 6.500 Quadratmetern Verkaufsfläche größte Edeka-Markt Niedersachsens eröffnet. Ein InterCityHotel der Deutschen Hospitality wurde im November 2016 eröffnet. Anfang 2021 begannen im BraWoPark die Bauarbeiten für das „Business Center III“, das im Sommer 2023 fertiggestellt wurde. Das Investitionsvolumen des Objekts beläuft sich auf weitere 50 Mio. Euro. Die Stadt Braunschweig ist Hauptmieter des Gebäudes.

## Soziales Engagement
Bestandteil der sozialen Aktivitäten ist eine jährliche Ausschüttung der Reinerträge aus dem Gewinnsparen. Die Erträge der 1952 gegründeten Gewinnspargemeinschaft fließen u. a. an örtliche Sportvereine. 2019 gingen rund 180.700 Euro an regionale Organisationen.
Im Jahr 2005 wurde die Volksbank BraWo Stiftung mit einem Stiftungskapital von 10 Millionen Euro gegründet. Laut eigener Auskunft erhöhte die Volksbank das Stiftungskapital in zwei Schritten auf 30 Millionen Euro. Gemeinsam mit dem ebenfalls 2005 von der Volksbank Braunschweig Wolfsburg gegründeten Kindernetzwerk United Kids Foundations unterstützte die Stiftung in der Region Braunschweig-Wolfsburg bislang mehr als 425 Projekte, die über 52.250 Kindern und Jugendlichen zugutekamen. Eine Spendeninitiative Ende 2015 erbrachte insgesamt 12,8 Millionen Euro. Ein Ziel von United Kids Foundations ist die Bekämpfung von Kinderarmut in der Region.
Die Volksbank BraWo Stiftung hat im Jahr 2015 das Spenden-Siegel des Deutschen Zentralinstituts für soziale Fragen (DZI) erhalten. Das DZI Spenden-Siegel wurde 2016 erneuert.
Zur Volksbank BRAWO gehört die gemeinnützige Tochtergesellschaft Engagementzentrum, die eine Crowdfunding-Plattform für die Region betreibt.

## Unternehmensgruppe
Nach eigenen Angaben beschäftigte die Volksbank Braunschweig Wolfsburg im April 2021 konzernweit über 1400 Mitarbeiter. Sie hatte 165 Tochtergesellschaften (Stand 31. Dezember 2021).

## Publikationen
- Volksbank Wolfsburg eG (Hrsg.): 50 Jahre Volksbank Wolfsburg 1925–1975. Wolfsburg 1975.